# Копейко, Лука Андреевич
Лука Андреевич Копейко — советский хозяйственный, государственный и политический деятель, Герой Социалистического Труда.

## Биография
Родился в 1912 году на территории современной Черкасской области Украины. Украинец.
Работал на угольных шахтах Донбасса. Окончил горнопромышленное училище имени В. В. Куйбышева в городе Макеевка Донецкой (в 1938—1961 годах — Сталинской) области Украинской ССР. В дальнейшем стал начальником добычного участка шахты № 1-2 треста «Макеевуголь». В годы пятой пятилетки (1951—1955) и в 1956 году коллектив участка шахты под его руководством добился выдающихся результатов в наращивании добычи угля, освоении новой горной техники.
Указом Президиума Верховного Совета СССР от 26 апреля 1957 года за выдающиеся успехи, достигнутые в деле развития угольной промышленности в годы пятой пятилетки и в 1956 году, Копейко Луке Андреевичу присвоено звание Героя Социалистического Труда с вручением ордена Ленина и золотой медали «Серп и Молот».
Жил в городе Макеевка Донецкой области. Дата смерти не установлена.